# 李万忠
李万忠（1954年—），男，汉族，内蒙古多伦县人，中华人民共和国政治人物，中国共产党党员，曾任乌兰察布市市长，第十一届全国人民代表大会内蒙古地区代表。

## 生平
毕业于内蒙古党校在职研究生班经济管理专业。2008年起担任全国人大代表。